# Martha (operă)
Martha  (titlul original: în germană Martha numită și Der Markt zu Richmond) este o operă romantic-comică în patru acte de Friedrich von Flotow, al cărei libret a fost scris de Wilhelm Friedrich (pseudonimul scriitorului Friedrich Wilhelm Riese), după baletul „Lady Harriette ou La Servante de Greenwich” de J.-H. Vernoy de Saint-Georges din 1844.
Premiera operei a avut loc la „Kärntnertor-Theater” din Viena în ziua de 25 noiembrie 1847. 

## Personaje
- Lady Harriet Durham (Martha), curtezana reginei Anna – (soprană)
- Nancy, confidenta ei, (Julia) – (mezzo-soprană)
- Lordul Tristan Mickleford, verișorul Ladyei Harriet – (bas)
- Plumkett, un tânăr chiriaș bogat – (bas)
- Lyonel, fratele său de lapte – (tenor)
- Judecătorul din Richmond – (bas)
- regina Anna – (rol mut)
- Cor: curteni, paji, doamne, vânători, țărani

## Conținut
Acțiunea se petrece la Richmond la începutul secolului al XVIII-lea, pe vremea domniei reginei Anna a Marii Britanii (1702-1714).

### Actul I
Tabloul 1: Budoarul Ladyei Harriet
Servitoarea Nancy îi recomandă Ladyei Harriet să se îndrăgostească o dată pentru a-și risipi plictiseala. Brusc apare lordul Tristan, care începe să o curteze pe Harriet, însă ea nu e prea încântată. Afară se pot auzi servitoarele cântând în piața Richmond. Cele două femei decid să se îmbrace ca servitoare și să iasă în târg, prin urmare nobilul lord vrând-nevrând, trebuie să ia parte la acest joc.
Tabloul 2: Piața Richmond
Corul format din bărbați țărani le cheamă pe fete la târg. În timp ce Lyonel și Plumkett, doi chiriași bogați, așteaptă să apară în târg servitoarele ca să își aleagă fiecare câte una după plac, Lyonel povestește despre un inel primit de la tatăl său: dacă ar fi vreodată în pericol, Plumkett trebuie să trimită acest inel reginei. Judecătorul deschide iarmarocul și întreabă servitoarele care tocmai au apărut, despre abilitățile lor. Ele se laudă că „Pot coase, pot cosi, pot semăna, toarce fire” (aria „Ich kann nähen, ich kann mähen, ich kann säen, Fäden drehen”). Harriet (alias Martha) și Nancy (alias Julia) se distrează cu Lyonel și Plumkett care au pus ochii pe ele. Însă distracția devine brusc un lucru serios: judecătorul decide că sunt irevocabil legați pentru un an de zile: „Dacă a acceptat banii, servitoarea nu poate să refuze” (aria „Ist das Handgeld angenommen, kann der Magd kein Weigern frommen”). Lordul Tristan încearcă în zadar să intervină, el vede doar, cum „Martha” și „Julia” sunt luate de cei doi flăcăi și duse pentru un an de zile acasă la ei.

### Actul II
În locuința lui Plumkett
Martha și Julia, acum în locuința chiriașilor, refuză orice muncă. Plumkett și Julia se înfruntă unul pe celălalt, în timp ce Lyonel o tratează pe servitoarea sa Martha cu atenție. Cei doi bărbați vor să le învețe pe servitoare să toarcă fire la roata de tors. Julia răstoarnă roata ei de tors și râzând fuge, urmată de Plumkett. Lyonel fiind îndrăgostit de Marta, îi cere mâna.
La cererea lui, ea cântă o melodie pentru el („Trandafir bătut de brumă”), dar îi disprețuiește dragostea lui pentru ea. După ce Plumkett și Julia se întorc, există o scurtă altercație hazlie, apoi bărbații părăsesc camera și le încuie pe fetele, dar după puțin timp sunt salvate de lordul Tristan care le ajută să fugă. Lyonel și Plumkett trimit servitorii ca să le aducă pe fetele evadate înapoi.

### Actul III
Cârciuma din pădure
În fața unei cârciume din pădure, Plumkett recunoaște în Nancy pe servitoarea sa Julia, care este la vânătoare împreună cu regina și alte doamne de la curtea ei. Încercarea de a o lua cu el pe Julia, este împiedicată de femeile vânător înarmate. Pe de altă parte, Lyonel răvășit sufletește, nu își gasește liniștea (aria „Oh, atât de evlavioasă, oh, atât de încrezătoare” / „Ach! so fromm, ach! so traut”, cu finalul „Martha! Martha! Tu ai dispărut" / „Martha! Martha! Du entschwandest”). Zărind-o pe a sa Martha, o roagă să se întoarcă la el Martha însă, neagă că l-ar fi văzut vreodată dar cum acesta insistă tot mai vehement spunând că este „servitoarea” sa, Harriet dă ordin să fie arestat. Lyonel mai are timp doar să-i dea inelul lui Plumkett.

### Actul IV
Tabloul 3: Budoarul Ladyei Harriet
După ce Plumkett i-a trimis inelul reginei, se dovedește că Lyonel este fiul unui nevinovat conte exilat, pe care acum regina l-a reabilitat. Acum, că și lui Lyonel i s-a recunoscut statutul, Harriet ar dori să se căsătorească cu el.
În camera lui de chiriaș, îl ademenește cu cântecul ei „Trandafir bătut de brumă”, dar o respinge ca pe o „falsă sirenă”. Pe de altă parte, Plumkett și Nancy se întâlnesc vesel vorbind.
Tabloul 4: În fața casei lui Plumkett
Lady Harriet a hotărât să mai facă o încercare de înbunare a inimii lui Lyonel. Cu ajutorul prietenilor, vecinilor, cunoscuților și al sătenilor, reorganizează fostul târg. În piața din fața casei lui Plumkett, se interpretează la cererea Ladyei Harriet piesa „Mägdemarkt zu Richmond” (ro: „Târgul de fete din Richmond”). Prietenii și cunoscuții din nou s-au îmbrăcat adecvat.
Harriet și Nancy s-au deghizat din nou în servitoare pentru a-și oferi serviciile. Lyonel o întreabă pe Harriet ce poate să facă iar ea răspunde că poate renunța la toată splendorile pentru a fi din nou servitoarea lui. Lyonel este în sfârșit smuls din indignarea sa de momentele dulci ale amintirii, și îmbrățișează fericit pe Martha. Între timp, Julia și Plumkett deja fuseseră în fața altarului.

## Arii
- Der Markt beginnt! Die Glocke schallt – Începe târgul (actul I, cor)
- Letzte Rose, wie magst du – „Trandafir bătut de brumă”, aria Martei (actul II)
- Was soll ich dazu sagen? – cvartetul roții de tors, Lyonel, Plumkett, Nancy, Lady (actul II)
- Blickt sein Auge doch so ehrlich – duet Lady, Lyonel (actul II)
- Schlafe wohl! Und mag Dich reuen – cvartet de noapte bună (actul II)
- Ach! so fromm, ach! so traut – aria lui Lyonel (actul III)
- Lasst mich euch fragen – aria lui Plunkett (actul III)
- Mag der Himmel Euch vergeben – Rugăciunea lui Lyonel, duet Martha, Lyonel (actul III)
- Den Teuren zu versöhnen – Harriet (actul IV)

## Galerie de imagini

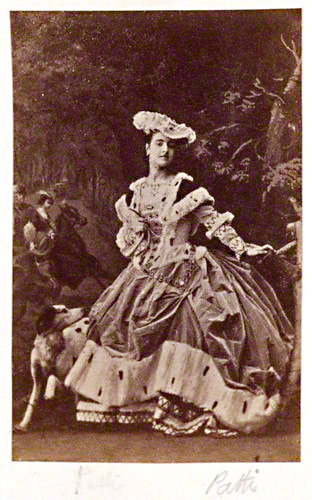
Adelina Patti în rolul Lady Harrietei (1861)
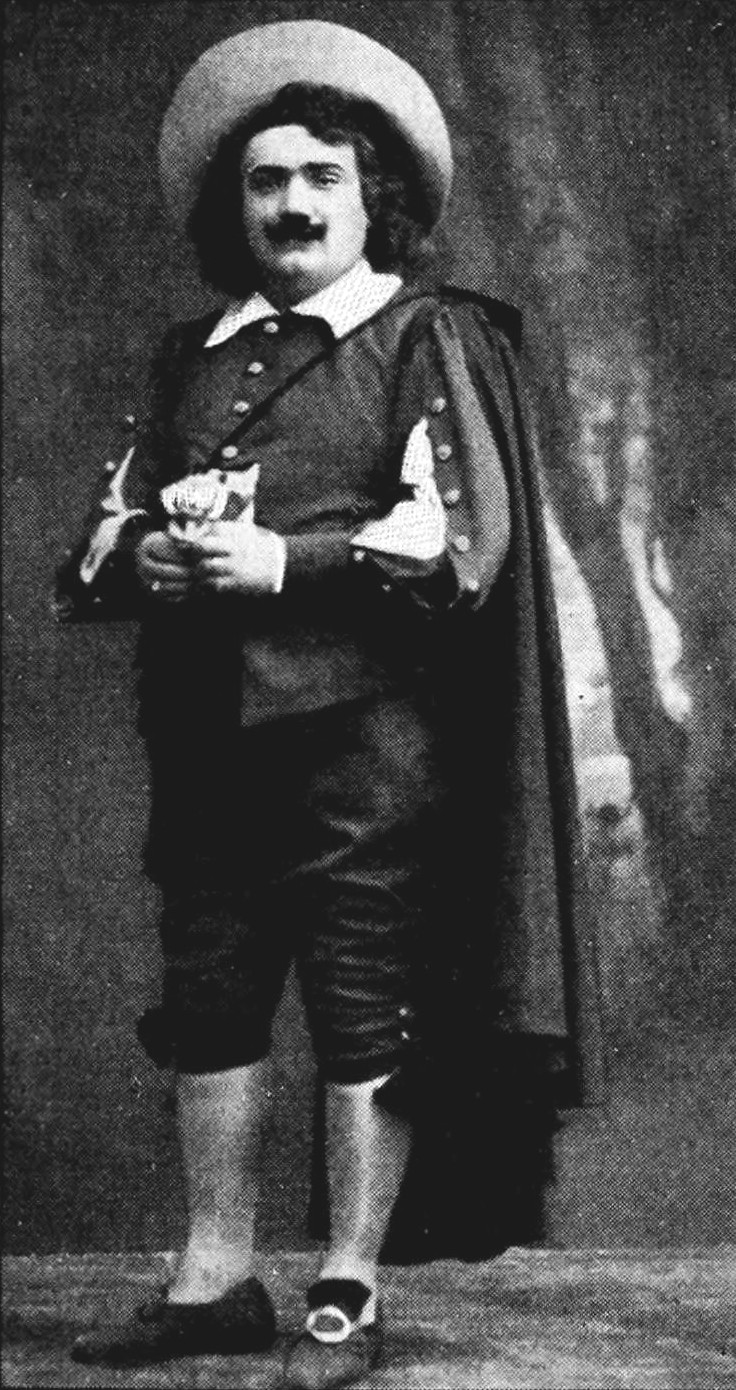
Enrico Caruso în rolul lui Lyonel
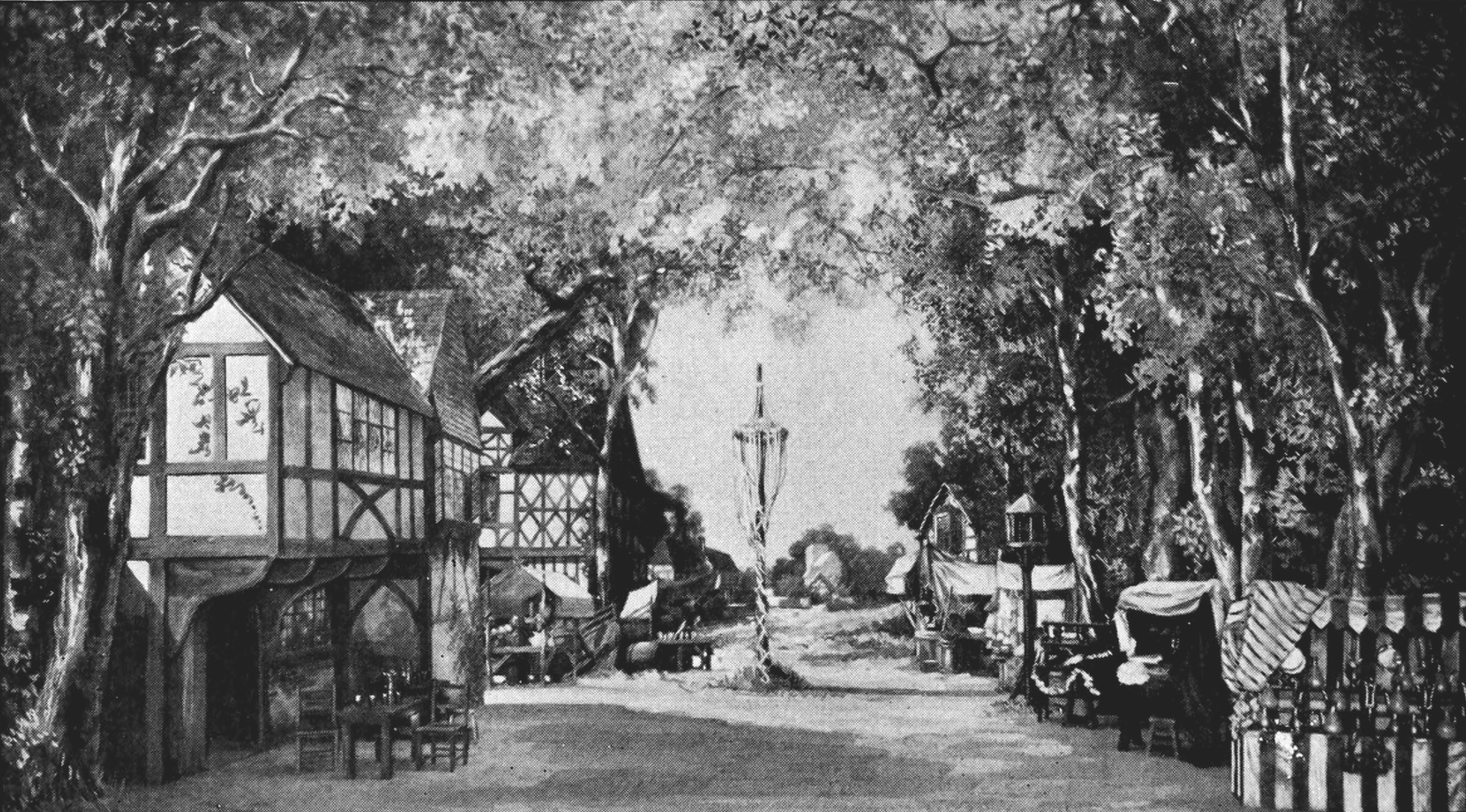
Scena târgului din operă
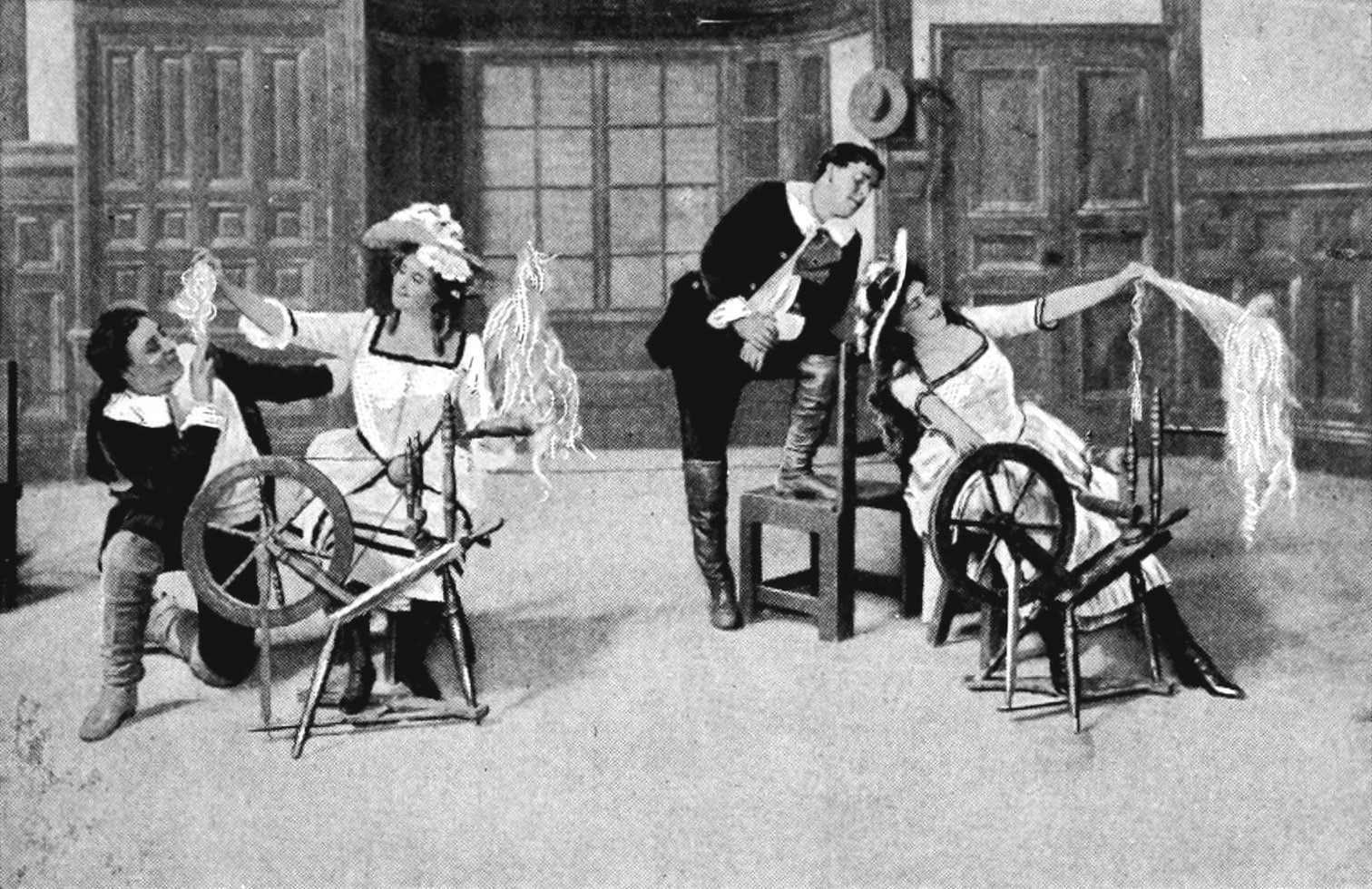
Martha - cvartetul Roții de tors
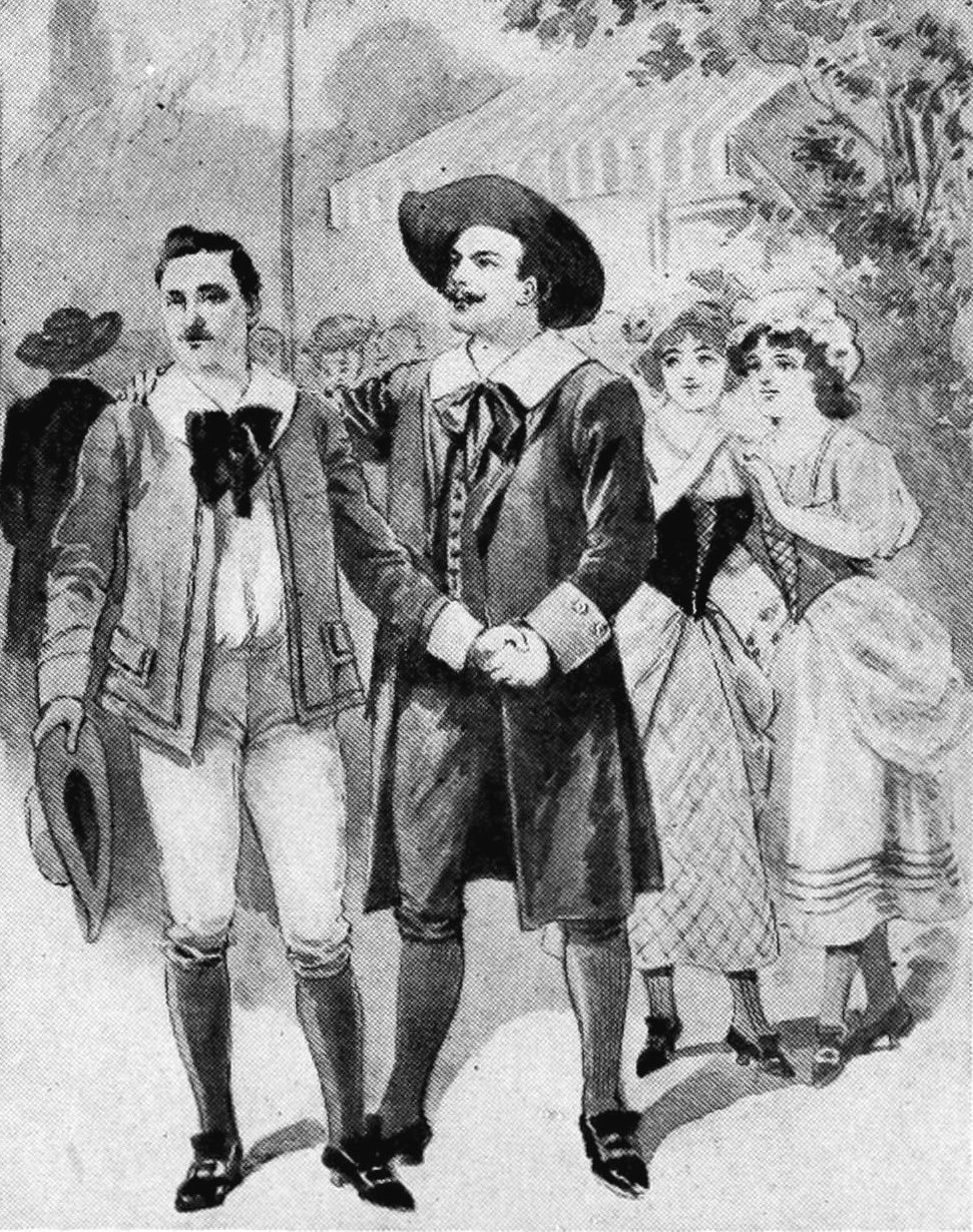
Martha, actul I - Lionel și Plunkett